# Judah Philip Benjamin

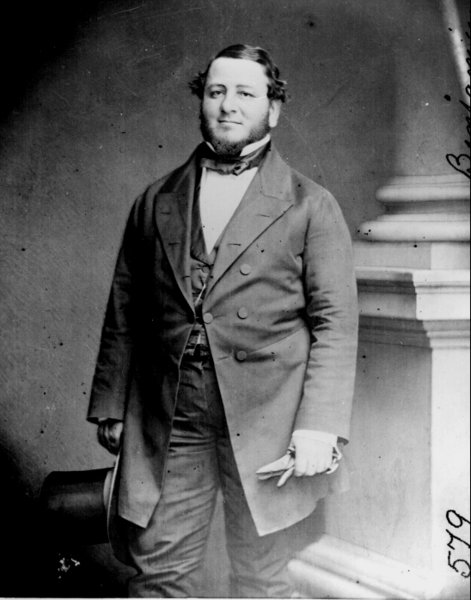
Judah Philip Benjamin (1811–1884)

Judah Philip Benjamin (* 6. August 1811 in Saint Croix, damals Dänische Kolonie, heute Teil der Amerikanischen Jungferninseln; † 6. Mai 1884 in Paris, Frankreich) war ein US-amerikanischer Politiker und während des Bürgerkrieges in der Regierung der Konföderierten Staaten von Amerika erst Justizminister, dann Kriegsminister und zuletzt Außenminister. Er war der erste jüdische Minister in Nordamerika, und der zweite jüdische US-Senator. Er gilt als eine der komplexesten und fähigsten Personen der Konföderierten Staaten. Nach Ende des Kriegs wurde er angesehener Kronanwalt in England.

## Herkunft und Werdegang
Er war der Sohn von Philip und Rebecca (de Mendes) Benjamin. Er wurde zwar in Dänisch-Westindien geboren, besaß aber durch seine Eltern die englische Staatsbürgerschaft. In seiner Kindheit wanderte seine Familie mit ihm über Savannah, Georgia in die USA ein. Er wuchs in North und South Carolina auf, wo er eine allgemeinbildende Schule besuchte. Er studierte von 1825 bis 1827 an der Fayetteville Akademie und danach an der Juristischen Fakultät der Yale University, die er ohne Abschluss verließ. 1831 zog er nach New Orleans, Louisiana, wo er gleichzeitig als Lehrer unterrichtete und sein Jurastudium fortsetzte. Nach seinem erfolgreichen Abschluss wurde er 1832 in Louisiana als Anwalt zugelassen und eröffnete in New Orleans eine Anwaltskanzlei für Wirtschaftsrecht. Im folgenden Jahr am 16. Februar 1833 heiratete er Natalie St. Martin, die aus einer prominenten kreolischen Familie stammte. Obwohl die Ehe nicht glücklich zu sein schien, wurde 1842 seine Tochter Ninette geboren. Später verließ die Ehefrau mit der gemeinsamen Tochter die USA und zog nach Paris, wo sie den Rest ihres Lebens wohnte.
Benjamin wurde Sklavenbesitzer und baute eine Zuckerrohrplantage in Belle Chasse, Louisiana aus. Er – ein Selfmademan – war nicht nur als Anwalt, sondern auch als Pflanzer erfolgreich und wurde sowohl wegen seines Verstandes als auch wegen seines beachtlichen Reichtums geschätzt. Nachdem eine Überschwemmung seine Plantage zerstört hatte, verkaufte er sie im Jahr 1850 mit seinen 180 Sklaven und besaß seitdem keine Sklaven mehr.

## Politische Laufbahn
Benjamin begann seine politische Karriere 1842, als er ins Repräsentantenhaus von Louisiana gewählt wurde. 1845 war er Delegierter der verfassunggebenden Versammlung des Staates Louisiana. Er wurde Mitglied des US-Senats, zuerst 1853 für die Whigs und im Anschluss von 1859 bis 1861 für die Demokraten. Dort vertrat er die Interessen des Südens. Wegen seines guten Rufes als Anwalt bot ihm Millard Fillmore die Nominierung für einen Richterposten am Obersten Gerichtshof der USA an. Der Erfolg von Benjamin wäre sicher gewesen, da nicht nur die Partei des Präsidenten, die Whig, sondern auch die Demokraten für ihn gestimmt hätte, aber Benjamin lehnte ab.
Während seiner ersten Amtszeit als US-Senator forderte er einen anderen ebenfalls neugewählten Senator, Jefferson Davis, wegen einer scheinbaren Beleidigung in den Fluren des Senats zum Duell. Davis lehnte allerdings ab und wurde später ein enger Freund von Benjamin. Dieser erwarb sich schnell den Ruf eines großen Redners im US-Senat, so dass Franklin Pierce ihm erneut einen Posten als einer der Richter am Obersten Gerichtshof anbot, doch auch diesmal lehnte Benjamin ab. Nach der Wahl von Abraham Lincoln befürwortete er die Sezession und trat am 4. Februar 1861 als Senator zurück.

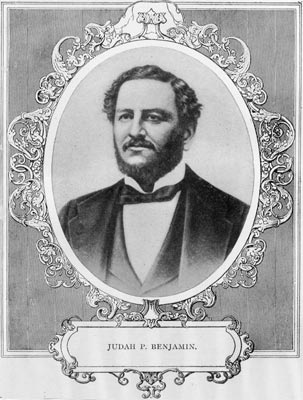
Judah Philip Benjamin

## Sezessionszeit

### Justizminister
Am 25. Februar 1861 ernannte CS-Präsident Jefferson Davis Benjamin zum Justizminister. Er wurde vom Präsidenten wegen seiner intellektuellen Fähigkeiten, seiner systematischen Arbeitsweise und seinem Fleiß ausgewählt. Er füllte das Amt mit großer Verantwortung aus, erreichte die Stabilität dieses Ministeriums und erwies sich als guter Manager. Im CS-Kabinett war er der engste Mitarbeiter von Präsident Davis. Obwohl das Ministerium im CS-Kabinett weniger Gewicht hatte als andere Ministerien, stand es aufgrund der Arbeit Benjamins offiziell gleichberechtigt neben den anderen.

### Kriegsminister
Davis ernannte Benjamin am 17. September 1861 zum Nachfolger von Leroy Pope Walker zum Kriegsminister. Benjamin war jedoch völlig unerfahren in militärischen Angelegenheiten, so dass er wenig erfolgreich auf seinem zweiten Kabinettsposten war. Er begrenzte den bürokratischen „Amtsschimmel“ in diesem Ministerium und unterzeichnete die vom CS-Kongress gebilligte Zensur, die nach mehreren militärischen Rückschlägen erlassen werden sollte. Es sollte verhindert werden, dass die Öffentlichkeit vom Fall der Forts Henry am 6. Februar 1862 und Donelson am 16. Februar 1862 (beide in Tennessee) und des Forts auf der Insel Roanoke, North Carolina am 8. Februar 1862, erfuhr, wobei letztere Niederlage sogar ohne jeglichen Widerstand von Seiten der konföderierten Armee erfolgte.

### Außenminister
Präsident Davis ernannte Benjamin daraufhin am 18. März 1862 zum Außenminister, was der CS-Kongress als Beleidigung empfand. Er trat aber erst am 24. März 1862 sein Amt an, nachdem er als Kriegsminister zurückgetreten war. Er wurde von vielen konföderierten Anführern abgelehnt und kritisiert, aber der Präsident versicherte ihm, dass er der meistrespektierte und loyalste Freund für ihn sei. Er war für viele europäische Anleihen für die Konföderierten verantwortlich. Er konnte aber niemals die konföderierten diplomatischen Anstrengungen erfolgreich koordinieren, was ein Grund dafür war, dass die Konföderierten von fast keinem europäischen Staat anerkannt worden sind. Sein Ziel war es, Großbritannien im Krieg mit dem Norden auf seiner Seite zu wissen. Er forderte sogar vom Präsidenten die Aufhebung der Sklaverei, um zu erreichen, dass Großbritannien und auch Frankreich die Konföderierten vielleicht sogar militärisch unterstützen würden. Benjamin befürwortete die Bewaffnung der Sklaven nach deren Befreiung. Am Ende des Krieges schlug er Präsident Davis vor, dass jeder konföderierte Staat den Zeitpunkt seiner Wiedereingliederung in die Union selbst verhandeln sollte. Auch die Hampton-Roads-Konferenz wurde von ihm initiiert.

### Flucht
Während der Flucht aus Richmond, Virginia verließ er am 2. Mai 1865 die Flüchtlingsgruppe um Präsident Davis, da sie für ihn zu groß und unübersehbar war. Weil es für Benjamin feststand, dass seine derzeitige Bekleidung zu auffällig war, verkleidete er sich als Farmer und gab auf seiner Reise vor, er würde nach Land in Florida suchen. Auch änderte er seinen Namen. Dazu beschaffte er sich noch ein Pferd mit Sattel und Zaumzeug und ritt über wenig benutzte Straßen in das nördliche mittlere Florida. An der Küste des Staates angekommen, verschaffte er sich ein Boot und heuerte zwei Männer an, ihn die Westküste von Florida hinab nach Süden zu bringen. Die drei Männer reisten am 23. Juni 1865 von der Bay ab. Bei der Tour entkamen sie nur knapp einem US-Kanonenboot. Am 15. Juli 1865 erreichte sie mit den Bimini-Inseln, einer Inselgruppe von den Bahamas, britisches Hoheitsgebiet. Nachdem Benjamin eine Passage auf einer Schaluppe nach Nassau, Bahamas gebucht hatte, fühlte er sich nun vollkommen sicher, doch das Schiff sank bei einem Schiffbruch. Ein britisches Schiff rettete ihn aus dem Wasser und brachte ihn zurück nach Bimini. In einem von ihm nun gecharterten, seetüchtigeren Seefahrzeug dauerte die Seereise nach Nassau nur sechs Tage. Von dort war es verhältnismäßig einfach über Kuba per Schiffspassage nach England zu gelangen. Benjamin kehrte niemals wieder in die USA zurück. Sein zurückgelassenes Eigentum wurde von der US-Regierung beschlagnahmt. Es kam im Übrigen auch das Gerücht auf, dass er durch seinen Geheimdienst an der Ermordung von Abraham Lincoln mitbeteiligt gewesen sein soll.

## Nachkriegszeit
Benjamin nahm in England das Jurastudium am „Lincoln's Inn“ wieder auf. Im Juni 1866 wurde ihm die Rechtsanwaltszulassung erteilt. Er begann nun als Barrister in Liverpool seine zweite Karriere und wurde außerdem durch den Handel mit Baumwolle wieder vermögend. Er schrieb ein Buch über den Kauf von beweglichen Sachen (Treatise on the Law of Sale of Personal Property), das zu den Klassikern der englischen Rechtsliteratur gehört. Das Nachfolgewerk Benjamin on Sale of Goods, das von einer Gruppe von Autoren verfasst wird und derzeit in der 6. Auflage (von 2002) vorliegt, ist das führende Handbuch zum englischen Kaufrecht. 1872 wurde Benjamin zum Queen’s Counsel ernannt und praktizierte danach bis 1882. Er erwarb für sich und seine Familie eine Residenz in Paris, wo er am 8. Mai 1884 verstarb. Benjamin wurde auf dem Friedhof Père-Lachaise als Philippe Benjamin begraben. Seine Frau verstarb im Jahre 1891 und seine Tochter Ninette, die den französischen Hauptmann Henri de Bousignac geheiratet hatte, im Jahre 1898. Ihre Ehe scheint kinderlos gewesen zu sein.